# Kathryn Carver
Kathryn Carver Hall (nacida como Catherine Drum; 24 de agosto de 1899-17 de julio de 1947) fue una actriz estadounidense.

## Carrera
Carver actuó en el cine durante una breve carrera de 1925 a 1929. Actuó junto a Adolphe Menjou en Service For Ladies (1927) y His Private Life (1928).

## Vida personal
Carver estuvo casada primero con el fotógrafo Ira L. Hill. Se divorciaron el 2 de mayo de 1927. Carver se casó con Menjou en 1928 y se divorciaron en 1934.[cita requerida] El 9 de enero de 1936, se casó con el corredor Paul Vincent Hall en Armonk Village, Nueva York.
Sufrió una crisis nerviosa tras la muerte de su hermana en 1932. Se retiró del cine en 1934. Carver pidió una asignación temporal de 2.300 dólares al mes de los ingresos estimados de Menjou, que ascendían a 15.000 dólares, cuando ella le demandó el divorcio. El mejor sueldo de Carver como actriz fue en 1928, cuando ganó 500 dólares semanales.
El 17 de julio de 1947, Carver murió en el Hospital Horace Harding de Elmhurst, Queens. Su residencia estaba en el 3505 de la calle 167, en Flushing, Queens. Fue enterrada en el cementerio Mount St. Mary de Flushing, Nueva York.

## Filmografía parcial
- The Wanderer (1925)
- When Love Grows Cold (1926)
- The Yankee Señor (1926)
- Service for Ladies (1927)
- Serenade (1927)
- Beware of Widows (1927)
- Outcast (1928)
- His Private Life (1928)
- No Defense (1929)